# Dicranopalpus bolivari
Dicranopalpus bolivari is een hooiwagen uit de familie echte hooiwagens (Phalangiidae).